# 沃森嶺
67°0′S 55°46′E / 67.000°S 55.767°E
沃森嶺是南極洲的山嶺，位於恩德比地，處於斯托雷古特山東南面17公里，根據澳大利亞探險隊的測量和空中照片繪入地圖，以莫森站的氣象觀測員命名。